# Ovo Energy
Ovo Energy (stylisé OVO Energy) est un fournisseur d'électricité basée à  Bristol, en Angleterre. Elle a été fondée par Stephen Fitzpatrick en septembre 2009. 
10 ans plus tard, l'entreprise entame une expansion internationale avec un siège social en France et un autre à Barcelone, en Espagne, où ils démarrent leurs services en août 2019 avec une proposition de valeur basée sur une énergie 100% verte.

## Histoire
En septembre 2019, Scottish and Southern Energy annonce la vente de sa filiale spécialisée dans la commercialisation de l'électricité à Ovo Energy pour 500 millions de livres. 
À la suite de la Crise énergétique mondiale de 2021-2023, Ovo Energy se sépare de ses activités en France et en Espagne, le 30 décembre 2022, qui sont revendues à Eni Gas & Power.